# Mimetus cornutus
Mimetus cornutus är en spindelart som beskrevs av Lawrence 1947. Mimetus cornutus ingår i släktet Mimetus och familjen kaparspindlar. Inga underarter finns listade i Catalogue of Life.